# Der Wein war aus Bordeaux
Singles de Mireille Mathieu
Aloa-he
(1976) Aber Heidschi Bumbeidschi
(1976)
Der Wein war aus Bordeaux est une chanson allemande de la chanteuse française Mireille Mathieu sortie en Allemagne en 1976 chez Ariola. En français, cela veut dire Le vin venait de Bordeaux. Extraite de l'album allemand sorti en 1976, Herzlichst Mireille, la chanson est souvent reprise sur les compilations de la chanteuse Outre-Rhin.